# Episodi di Evil (prima stagione)
La prima stagione della serie televisiva Evil, composta da tredici episodi, è stata trasmessa in prima visione assoluta negli Stati Uniti d'America su CBS dal 26 settembre 2019 al 30 gennaio 2020.
In Italia la stagione è stata pubblicata interamente su Paramount+ l'8 maggio 2023.
| n° | Titolo originale | Titolo italiano        | Prima TV USA      | Pubblicazione Italia |
| -- | ---------------- | ---------------------- | ----------------- | -------------------- |
| 1  | Genesis 1        | Genesi 1               | 26 settembre 2019 | 8 maggio 2023        |
| 2  | 177 Minutes      | 177 Minuti             | 3 ottobre 2019    | 8 maggio 2023        |
| 3  | 3 Stars          | 3 Stelle               | 10 ottobre 2019   | 8 maggio 2023        |
| 4  | Rose390          | Rose390                | 17 ottobre 2019   | 8 maggio 2023        |
| 5  | October 31       | Halloween              | 24 ottobre 2019   | 8 maggio 2023        |
| 6  | Let x = 9        | x = 9                  | 7 novembre 2019   | 8 maggio 2023        |
| 7  | Vatican III      | Vaticano III           | 14 novembre 2019  | 8 maggio 2023        |
| 8  | 2 Fathers        | 2 Padri                | 21 novembre 2019  | 8 maggio 2023        |
| 9  | Exorcism Part 2  | Esorcismo Parte 2      | 5 dicembre 2019   | 8 maggio 2023        |
| 10 | 7 Swans a Singin | La canzone dei 7 cigni | 12 dicembre 2019  | 8 maggio 2023        |
| 11 | Room 320         | Stanza 320             | 9 gennaio 2020    | 8 maggio 2023        |
| 12 | Justice × 2      | Giustizia × 2          | 16 gennaio 2020   | 8 maggio 2023        |
| 13 | Book 27          | Libro 27               | 30 gennaio 2020   | 8 maggio 2023        |

## Genesi 1
- Titolo originale: Genesis 1
- Diretto da: Robert King
- Scritto da: Robert King e Michelle King

### Trama
La psicologa forense Kristen Bouchard, esperta nell'analisi della mente criminale, viene contattata da David Acosta, un prete in formazione che lavora per conto della Chiesa, per valutare un caso di possibile possessione demoniaca. Un uomo accusato di efferati omicidi, Orson LeRoux, sostiene che una forza maligna lo abbia spinto a compiere i crimini. Kristen, inizialmente scettica, cerca spiegazioni psicologiche, ma inizia a essere tormentata da incubi terrificanti in cui appare George, un'entità demoniaca che la perseguita nel sonno. David ha visioni mistiche che lo guidano nelle indagini, mentre Ben Shakir, esperto in tecnologia e scienza, cerca prove razionali. Nel frattempo Leland Townsend, un oscuro consulente criminale, inizia a insinuarsi nella vita di Kristen, mostrando un'inquietante ossessione per lei e la sua famiglia.

## 177 Minuti
- Titolo originale: 177 Minutes
- Diretto da: Ron Underwood
- Scritto da: Robert King e Michelle King

### Trama
Una ragazza, Naomi Clark, viene miracolosamente rianimata pochi secondi dopo l'inizio dell'autopsia e la squadra di David viene incaricata di determinare se c'è stato un intervento divino. Un'analisi dei filmati di sicurezza sembra mostrare l'immagine di una donna morta un'ora prima di Naomi, che Ben suggerisce potrebbe essere il risultato di una manipolazione digitale. Il procuratore distrettuale inizialmente si offre di reintegrare Kristen con un contratto di due anni, ma poi cambia idea e assume invece il dottor Townsend come suo sostituto. La figlia di Kristen, Laura, inizia a vedere George nei suoi sogni, terrorizzando sua madre finché non scopre (mentre guarda un "film spaventoso" con Laura e le sue sorelle) che George è in realtà un personaggio immaginario e quindi non reale. Sulla base del video di rianimazione di Naomi, David determina che l'ospedale ha dichiarato morta la stessa trenta minuti prima, esponendo pratiche razziste, fatte denunciare da Kristen a un avvocato che ha citato in giudizio l'ospedale per negligenza. L'immagine rimane inspiegabile, poiché il sacerdote che supervisiona il lavoro della squadra si rifiuta di discuterne. Più tardi quella notte, David acquista allucinogeni, che usa per ricevere visioni da Dio.

## 3 Stelle
- Titolo originale: 3 Stars
- Diretto da: Gloria Muzio
- Scritto da: Rockne S. O'Bannon

### Trama
Kristen scopre che Townsend è intervenuto in un vecchio caso, ribaltando la sua opinione di esperto. A David viene chiesto di valutare il caso di Byron Duke (John Glover), un leggendario produttore di Broadway che vendette la sua anima a un demone di nome Joe in cambio della promessa che avrebbe vinto un Tony Award. Ben e Kristen insistono sul fatto che "Joe" sia parte di uno scherzo fatto a Duke hackerando il suo assistente virtuale. Tuttavia, nonostante i tentativi di Ben di rintracciare l'hacking, Joe riesce ad entrare in casa sua e prende il controllo dell'assistente virtuale di suo padre, provocando sua sorella finché non distrugge il dispositivo. Con Duke che inizia ad avere un completo esaurimento nervoso, David individua il tecnico informatico scontento che ha originato lo scherzo, ma giura di non avere nulla a che fare con l'hacking della casa di Ben. Duke successivamente si suicida dopo aver ricevuto una misteriosa e-mail che gli dice che l'inferno è pieno solo a metà. Kristen usa un deepfake di una conversazione che ha avuto con Townsend per convincere il giudice a prevalere su di lui. Si consiglia a David di iniziare a scrivere le sue visioni che lo portano a identificare un enigma che coinvolge il Salvator Mundi e che indica un'area casuale di convergenza vicino a New York.

## Rose390
- Titolo originale: Rose390
- Diretto da: Peter Sollett
- Scritto da: Davita Scarlett

## Halloween
- Titolo originale: October 31
- Diretto da: Tess Malone
- Scritto da: Dewayne Darian Jones

## x = 9
- Titolo originale: Let x = 9
- Diretto da: Kevin Rodney Sullivan
- Scritto da: Aurin Squire

## Vaticano III
- Titolo originale: Vatican III
- Diretto da: Jim McKay
- Scritto da: Patricia Ione Lloyd

## 2 Padri
- Titolo originale: 2 Fathers
- Diretto da: James Whitmore Jr.
- Scritto da: Davita Scarlett e Nialla LeBouef

### Trama
David e Kristen fanno visita al padre separato di David, Leon (Vondie Curtis-Hall). David scopre che suo padre ora si è risposato e sta usando il marchio in tutti i suoi dipinti, sostenendo che gli dà una chiarezza che non aveva prima. Ben incontra Vanessa per la prima volta in tre settimane e la affronta per non aver richiamato. Spiega che la sua defunta sorella, che abita la parte destra del suo corpo, non voleva che si incontrassero. Ben decide di continuare la loro relazione. David e Kristen consumano entrambi inconsapevolmente droghe allucinogene, provocando loro delle visioni. Kristen vede la moglie di Leon dare alla luce un demone mentre David incontra Annie Commerce, che Leon spiega essere una loro antenata schiava morta nel 1859. Il marchio risulta essere il marchio del proprietario di schiavi che ha acquistato Annie, che Leon ha riscoperto e scelto di rivendicare come suo. David è scioccato dalla decisione di suo padre, ma accetta di poter affrontare il dolore della storia della loro famiglia a modo suo. David e Kristen condividono un Uber perché sono entrambi ancora fatti. Kristen esce e si dirige verso casa sua per scoprire che suo marito Andy è tornato.

## Esorcismo Parte 2
- Titolo originale: Exorcism Part 2
- Diretto da: Frederick E. O. Toye
- Scritto da: Louisa Hill

## La canzone dei 7 cigni
- Titolo originale: 7 Swans a Singin
- Diretto da: John Dahl
- Scritto da: Rockne S. O'Bannon

## Stanza 320
- Titolo originale: Room 320
- Diretto da: Peter Sollett
- Scritto da: Aurin Squire

## Giustizia × 2
- Titolo originale: Justice × 2
- Diretto da: Rob Hardy
- Scritto da: Patricia Ione Lloyd

## Libro 27
- Titolo originale: Book 27
- Diretto da: Michael Zinberg
- Scritto da: Patricia Ione Lloyd